# عزرا رايلي
عزرا رايلي هو سياسي كندي، ولد في 5 يونيو 1866 في كندا، وتوفي في 5 يناير 1937. انتخب عضو الجمعية التشريعية ألبرتا.